# LU-12
La LU-12 es una autovía urbana por el sur de Lugo conectado la autovía A-54 con la carretera nacional N-540. Consta 3,6 kilómetros de longitud, la velocidad limita a 100 km/h.
Había construido en el año 2015, como parte del tramo de la autovía A-54 y ha invertido 18,3 millones de euros, de los cuales 11,5 millones de euros corresponden a la inversión en obra, 6,2 millones de euros a las expropiaciones en este tramo y 0,6 millones de euros corresponden a los contratos de asistencias técnicas de proyecto y control y vigilancia de este tramo.
Las características de esta autovía urbana tiene 2 carriles por sentido, ambos limitados a 100 km/h y con 3,5 metros de ancho por cada carril, arcenes interiores de 1 metro y arcenes exteriores de 2,5 metros y una mediana de Barreras New Jersey.

## Tramos
| Denominación | Tramo                                   | Kilómetros | Año servicio |
| ------------ | --------------------------------------- | ---------- | ------------ |
| LU-12        | A-54 LU-612 Vilamoure - N-540 Esperante | 3,6        | 2015         |

## Trazado
| Velocidad | Esquema | Salida | Sentido Esperante (N-540)                                                                     | Carriles | Sentido Vilamoure (A-54) | Carretera   | Notas |
| --------- | ------- | ------ | --------------------------------------------------------------------------------------------- | -------- | --- | ----------- | ----- |
|           |         |        | Comienzo de la Autovía de Conexión A-54 con la N-540 LU-12 Procede de: A-54 LU-612            |          | Fin de la Autovía de Conexión A-54 con la N-540 LU-12 Incorporación final: N-540 Dirección final: LU-612 Lugo A-54 A-6 La Coruña Madrid LU-612 Puertomarín A-54 Orense Santiago de Compostela | A-54 LU-612 |       |
|           |         |        |                                                                                               |          | A-54 Orense Santiago de Compostela | A-54        |       |
|           |         |        | Sin enlaces                                                                                   |          | Sin enlaces |             |       |
|           |         |        | N-540 Orense Santiago de Compostela Calde N-540 Lugo LU-232 Friol Carretera Vieja de Santiago |          | Inicio de la Autovía LU-12 | N-540       |       |